# West Indies Cricket Team in Pakistan in der Saison 1974/75
Die Tour des West Indies Cricket Teams nach Pakistan in der Saison 1974/75 fand vom 15. Februar bis zum 6. März 1975 statt. Die internationale Cricket-Tour war Bestandteil der Internationalen Cricket-Saison 1974/75 und umfasste zwei Tests. Die Serie endete 0–0 unentschieden.

## Vorgeschichte
Die West Indies bestritten zuvor eine Tour in Indien, während es für Pakistan die erste Tour in dieser Saison war.
Das letzte Aufeinandertreffen der beiden Mannschaften bei einer Tour fand in der Saison 1957/58 in den West Indies statt.

## Stadien
Die folgenden Stadien wurden für die Tour als Austragungsort vorgesehen.
| Stadion          | Stadt   | Kapazität | Spiele  |
| ---------------- | ------- | --------- | ------- |
| National Stadium | Karachi | 34.228    | 2. Test |
| Gaddafi Stadium  | Lahore  | 60.000    | 1. Test |

## Kaderlisten
Die folgenden Kader wurden von den Teams benannt.
| Test | Test |
| Pakistan | West Indies |
| --- | --- |
| - Intikhab Alam (K) - Aftab Baloch - Agha Zahid - Asif Iqbal - Asif Masood - Liaqat Ali - Majid Khan - Mushtaq Mohammad - Sadiq Mohammad - Sarfraz Nawaz - Wasim Raja - Wasim Bari (wk) - Zaheer Abbas | - Clive Lloyd (K) - Len Baichan - Keith Boyce - Roy Fredericks - Lance Gibbs - Vanburn Holder - Bernard Julien - Alvin Kallicharran - Deryck Murray (wk) - Viv Richards - Andy Roberts |

## Tests

### Erster Test in Lahore
| 15. – 20. Februar Scorecard | Lahore | Pakistan 199 (59.4) & 373-7d (94.6) | – | West Indies 214 (61.5) & 258-4 (69) |
|                             |        | Remis                               |   |                                     |

Die West Indies gewannen den Münzwurf und entschieden sich als Feldmannschaft zu beginnen.

### Zweiter Test in Karachi
| 1. – 6. März Scorecard | Karachi | Pakistan 406-8d (94) & 256 (99.1) | – | West Indies 493 (103.1) & 1-0 (1) |
|                        |         | Remis                             |   |                                   |

Pakistan gewann den Münzwurf und entschied sich als Schlagmannschaft zu beginnen.